# Куклов (округ Сениця)
Куклов (словац. Kuklov) — село, громада округу Сениця, Трнавський край. Кадастрова площа громади — 18.7 км².
Населення 796 осіб (станом на 31 грудня 2020 року).

## Історія
Куклов згадується 1394 року.

## Населення
| Рік:            | 1994. | 2004.   | 2014.   | 2024.   |
| --------------- | ----- | ------- | ------- | ------- |
| Кількість осіб: | 755   | 790     | 795     | 753     |
| Різниця:        |       | +4,63 % | +0,63 % | -5,28 % |

| Рік:            | 2023. | 2024.   |
| --------------- | ----- | ------- |
| Кількість осіб: | 766   | 753     |
| Різниця:        |       | -1,69 % |